# Saison 1999-2000 du FC Nantes Atlantique
Chronologie
Saison précédente Saison suivante
La saison 1999-2000 du FC Nantes Atlantique est la 37e saison d'affilée du club en Division 1. Le FC Nantes ne termine qu'à la 12e place, avec 43 points (12 victoires, 7 nuls, 15 défaites ; 39 buts pour, 40 buts contre). En revanche, les Nantais remportent la Coupe de France pour la deuxième année consécutive, en mettant fin à l'épopée des amateurs de Calais en finale.

## Résumé de la saison
La saison 1999-2000 se révèle compliquée : le FCNA connaît un championnat difficile. La saison n'est pourtant pas médiocre, le jeu reste séduisant mais la finition est défectueuse. Emmenée par Sibierski, brillant no 10 qui inscrit 13 buts en championnat et 23 toutes compétitions confondues, l'équipe connaît quelques sommets. En coupe UEFA, Nantes passe deux tours et rencontre l'Arsenal FC d'Arsène Wenger. Les « Gunners » ne font qu'une bouchée des Canaris à l'aller à Highbury mais ceux-ci font bonne figure au match retour : Sibierski ouvre le score, Gilles Grimandi égalise, puis Thierry Henry donne l'avantage aux siens et Marc Overmars fait le break, avant que Sibierski et le jeune Marama Vahirua, avec son premier but chez les pros, n'égalisent (3-3). 
Plus tard dans la saison, les Nantais étonnent face à l'Olympique lyonnais qu'ils balaient 6-1. En coupe de France, les Canaris conservent leur titre lors d'une finale tendue face aux amateurs de Calais soutenus par tout le stade de France. Un penalty de Sibierski (auteur d'un doublé) à la de dernière minute, libère le FCNA, encore une fois de façon litigieuse puisqu'Alain Caveglia subit une faute à la limite de la surface,. Nantes termine finalement douzième du championnat mais ne sauve en fait sa place qu'après la dernière journée, quelques jours après les lumières de Saint-Denis, au Havre, lors d'un match tendu conclu par une victoire grâce au premier but de Vahirua en D1.

## Effectif et encadrement

### Tableau des transferts
| Nom               | Nationalité        | Poste     | Modalités      | Provenance/Destination | Division                              |
| ----------------- | ------------------ | --------- | -------------- | ---------------------- | ------------------------------------- |
| Arrivées          |                    |           |                |                        |                                       |
| Willy Grondin     | France             | Gardien   |                | FC Nantes rés.         | CFA - C (D4)                          |
| John Gope-Fenepej | France             | Défenseur |                | FC Nantes rés.         | CFA - C (D4)                          |
| Stéphane Lièvre   | France             | Défenseur |                | Retour de blessure     |                                       |
| Mathieu Berson    | France             | Milieu    |                | FC Nantes rés.         | CFA - C (D4)                          |
| Goran Rubil       | Croatie            | Milieu    |                | FC Nantes rés.         | CFA - C (D4)                          |
| Hassan Ahamada    | France             | Attaquant |                | FC Nantes rés.         | CFA - C (D4)                          |
| Pierre Aristouy   | France             | Attaquant |                | FC Nantes rés.         | CFA - C (D4)                          |
| Mirza Mešić       | Bosnie-Herzégovine | Attaquant |                | FK Sloboda Tuzla       | Premijer Liga - Groupe bosniaque (D1) |
| Samba N'Diaye     | Sénégal            | Attaquant | Retour de prêt | AS Saint-Etienne       | Division 2 (D2)                       |
| David Andréani    | France             | Attaquant | Retour de prêt | OGC Nice               | Division 2 (D2)                       |
| Départs           |                    |           |                |                        |                                       |
| Éric Loussouarn   | France             | Gardien   |                | EA Guingamp            | Division 2 (D2)                       |
| Éric Decroix      | France             | Défenseur |                | Olympique de Marseille | Division 1 (D1)                       |
| David Andréani    | France             | Attaquant |                | FC Gueugnon            | Division 2 (D2)                       |
| Sergio Comba      | Argentine          | Attaquant |                |                        |                                       |

| Nom            | Nationalité | Poste     | Modalités  | Provenance/Destination | Division        |
| -------------- | ----------- | --------- | ---------- | ---------------------- | --------------- |
| Arrivées       |             |           |            |                        |                 |
| Alain Caveglia | France      | Attaquant | (décembre) | Olympique lyonnais     | Division 1 (D1) |
| Départs        |             |           |            |                        |                 |
| Samba N'Diaye  | Sénégal     | Attaquant | (janvier)  | Amiens SC              | Division 2 (D2) |

## Compétitions

### Division 1
| Date              | Journée | TV          | Adversaire               | Lieu | Score | Buteurs du FCNA                                               | Class. | Afflences |
| ----------------- | ------- | ----------- | ------------------------ | ---- | ----- | ------------------------------------------------------------- | ------ | --------- |
| 31 juillet 1999   | J01     | -           | Le Havre AC              | Dom. | 1 - 0 | Sibierski 90e                                                 | 6      | 25.331    |
| 6 août 1999       | J02     | -           | AS Saint Étienne         | Ext. | 2 - 0 | Monterrubio 36e, Sibierski 90e                                | 2      | 27.274    |
| 14 août 1999      | J03     | -           | RC Lens                  | Dom. | 0 - 1 | -                                                             | 3      | 33.404    |
| 20 août 1999      | J04     | Canal+ Vert | SC Bastia                | Ext. | 1 - 2 | Leroy 11e                                                     | 8      | 9.701     |
| 28 août 1999      | J05     | -           | Montpellier HSC          | Dom. | 3 - 0 | Sibierski 43e, Monterrubio 60e, Olembe 71e                    | 5      | 28.761    |
| 11 septembre 1999 | J06     | -           | A Troyes AC              | Ext. | 0 - 1 | -                                                             | 6      | 14.204    |
| 19 septembre 1999 | J07     | TPS         | Stade rennais FC         | Dom. | 3 - 0 | Carrière 5e 21e, Sibierski 50e                                | 4      | 29.471    |
| 25 septembre 1999 | J08     | -           | FC Metz                  | Ext. | 1 - 2 | Monterrubio 64e                                               | 7      | 19.430    |
| 2 octobre 1999    | J09     | Canal+      | Paris Saint-Germain FC   | Dom. | 0 - 4 | -                                                             | 9      | 27.323    |
| 13 octobre 1999   | J10     | Canal+ Vert | Olympique lyonnais       | Ext. | 0 - 2 | -                                                             | 12     | 35.729    |
| 16 octobre 1999   | J11     | TPS         | FC Girondins de Bordeaux | Dom. | 0 - 1 | -                                                             | 14     | 28.904    |
| 23 octobre /1999  | J12     | -           | RC Strasbourg            | Ext. | 2 - 3 | Gillet 18e, Da Rocha 50e                                      | 15     | 13.887    |
| 30 octobre 1999   | J13     | Canal+      | AS Monaco FC             | Dom. | 0 - 3 | -                                                             | 17     | 28.980    |
| 6 novembre 1999   | J14     | Canal+ Vert | AJ Auxerre               | Dom. | 3 - 1 | Sibierski 19e, Olembe 38e, Savinaud 90e                       | 15     | 26.958    |
| 10 novembre 1999  | J15     | TPS         | Olympique de Marseille   | Ext. | 1 - 1 | Sibierski 35e                                                 | 15     | 49.307    |
| 19 novembre 1999  | J16     | -           | AS Nancy-Lorraine        | Dom. | 2 - 0 | Sibierski 64e, Carrière 76e                                   | 12     | 22.669    |
| 26 novembre 1999  | J17     | -           | CS Sedan-Ardennes        | Ext. | 0 - 0 | -                                                             | 12     | 15.166    |
| 3 décembre 1999   | J18     | -           | AS Saint Étienne         | Dom. | 0 - 1 | -                                                             | 14     | 30.121    |
| 11 décembre 1999  | J19     | -           | RC Lens                  | Ext. | 2 - 1 | Da Rocha 4e, Caveglia 90e                                     | 13     | 37.754    |
| 18 décembre 1999  | J20     | -           | SC Bastia                | Dom. | 1 - 1 | Da Rocha 81e                                                  | 13     | 25.852    |
| 12 janvier 2000   | J21     | -           | Montpellier HSC          | Ext. | 0 - 3 | -                                                             | 15     | 10.148    |
| 15 janvier 2000   | J22     | -           | A Troyes AC              | Dom. | 3 - 0 | Sibierski 21e 46e, Da Rocha 59e                               | 13     | 22.862    |
| 26 janvier 2000   | J23     | -           | Stade rennais FC         | Ext. | 0 - 0 | -                                                             | 13     | 14.969    |
| 2 février 2000    | J24     | -           | FC Metz                  | Dom. | 1 - 3 | Da Rocha 44e                                                  | 16     | 23.183    |
| 5 février 2000    | J25     | TPS         | Paris Saint-Germain FC   | Ext. | 0 - 0 | -                                                             | 15     | 43.659    |
| 16 février 2000   | J26     | Canal+ Vert | Olympique lyonnais       | Dom. | 6 - 1 | Da Rocha 6e, Sibierski 9e 10e, Devineau 42e 52e, Chanelet 88e | 14     | 28.142    |
| 26 février 2000   | J27     | TPS         | FC Girondins de Bordeaux | Ext. | 0 - 3 | -                                                             | 14     | 32.419    |
| 11 mars 2000      | J28     | -           | RC Strasbourg            | Dom. | 3 - 1 | Carrière 12e, Sibierski 45e, Leroy 81e                        | 13     | 31.090    |
| 25 mars 2000      | J29     | Canal+      | AS Monaco FC             | Ext. | 0 - 2 | -                                                             | 13     | 9.914     |
| 8 avril 2000      | J30     | -           | AJ Auxerre               | Ext. | 1 - 1 | Sibierski 48e                                                 | 14     | 14.804    |
| 15 avril 2000     | J31     | TPS         | Olympique de Marseille   | Dom. | 0 - 0 | -                                                             | 15     | 35.853    |
| 29 avril 2000     | J32     | -           | AS Nancy-Lorraine        | Ext. | 1 - 2 | Carrière 87e                                                  | 16     | 11.126    |
| 4 mai 2000        | J33     | -           | CS Sedan-Ardennes        | Dom. | 1 - 0 | A.Touré 61e                                                   | 14     | 32.786    |
| 13 mai 2000       | J34     | -           | Le Havre AC              | Ext. | 1 - 0 | Vahirua 27e                                                   | 12     | 14.140    |

### Coupe de France
| Date            | Tour            | Adversaire              | Niveau | Lieu   | Score                 | Buteurs du FCNA                                                                         | Affluence |
| --------------- | --------------- | ----------------------- | ------ | ------ | --------------------- | --------------------------------------------------------------------------------------- | --------- |
| 22 janvier 2000 | 1/32e de finale | FA Carcassonne-Villalbe | (D5)   | Ext.   | 4 - 0                 | Sibierski 15e 66e, Caveglia 24e, Carrière 42e                                           | 10.000    |
| 12 février 2000 | 1/16e de finale | FC Montceau Bourgogne   |        | Ext.   | 6 - 0                 | Carrière 13e, Da Rocha 26e, Devineau 47e, Sibierski 61e, Caveglia 68e (pen.), Suffo 85e | 5.781     |
| 5 mars 2000     | 1/8e de finale  | FC Gueugnon             | D2     | Dom.   | 0 - 0, 5-3 aux t.a.b. | -                                                                                       | 17.000    |
| 19 mars 2000    | 1/4 finale      | Stade rennais FC        | D1     | Dom.   | 2 - 1 a.p.            | Fabbri 37e, Sibierski 118e                                                              | 25.000    |
| 12 avril 2000   | 1/2 finale      | AS Monaco FC            | D1     | Ext.   | 1 - 0                 | Da Rocha 82e                                                                            | 14.000    |
| 7 mai 2000      | Finale          | Calais RUFC             | (D4)   | Neutre | 2 - 1                 | Sibierski 50e 90e (pen.)                                                                | 78.717    |

### Coupe de la Ligue
| Date                    | Tour            | Adversaire       | Niveau | Lieu | Score | Buteurs du FCNA    | Affluence |
| ----------------------- | --------------- | ---------------- | ------ | ---- | ----- | ------------------ | --------- |
| Dimanche 9 janvier 2000 | 1/16e de finale | AS Saint-Étienne | D1     | Ext. | 1 - 3 | Potillon 11e (csc) | 16.953    |

### Trophée des Champions
| Date                   | Tour   | Diffuseur | Adversaire               | Niveau | Lieu   | Score | Buteurs du FCNA | Affluence |
| ---------------------- | ------ | --------- | ------------------------ | ------ | ------ | ----- | --------------- | --------- |
| Samedi 24 juillet 1999 | Finale | France 3  | FC Girondins de Bordeaux | D1     | Neutre | 1 - 0 | Monterrubio 57e | 11.858    |

### Coupe UEFA
| Date              | Tour                     | Adversaire                    | Niveau | Lieu | Score | Buteurs du FCNA                                            | Affluence |
| ----------------- | ------------------------ | ----------------------------- | ------ | ---- | ----- | ---------------------------------------------------------- | --------- |
| 16 septembre 1999 | 1er tour - aller         | Ionikos FC                    |        | Ext. | 3 - 1 | Lièvre 56e, Monterrubio 67e 83e                            | 3.500     |
| 30 septembre 1999 | 1er tour - retour        | Ionikos FC                    |        | Dom. | 1 - 0 | Da Rocha 48e                                               | 18.522    |
| 21 octobre 1999   | 2e tour - aller          | AŠK Inter Slovnaft Bratislava |        | Ext. | 3 - 0 | Sibierski 26e, Da Rocha 35e, Carrière 86e                  | 4.486     |
| 4 novembre 1999   | 2e tour - retour         | AŠK Inter Slovnaft Bratislava |        | Dom. | 4 - 0 | Sibierski 49e, Monterrubio 69e, Devineau 74e, Da Rocha 82e | 15.000    |
| 25 novembre 1999  | 1/16e de finale - aller  | Arsenal FC                    |        | Ext. | 0 - 3 | -                                                          | 36.618    |
| 9 décembre 1999   | 1/16e de finale - retour | Arsenal FC                    |        | Dom. | 3 - 3 | Sibierski 12e 57e, Vahirua 77e                             | 17.000    |

## Statistiques

### Statistiques collectives
| Compétition           | Débute au tour  | Termine         | Matches joués | Gagnés | Nuls | Perdus | Buts pour | Buts contre | Différence |
| --------------------- | --------------- | --------------- | ------------- | ------ | ---- | ------ | --------- | ----------- | ---------- |
| Division 1            | -               | 12e             | 34            | 12     | 7    | 15     | 39        | 40          | -1         |
| Coupe de France       | 1/32e de finale | Vainqueur       | 6             | 5      | 1    | 0      | 15        | 2           | +13        |
| Coupe de la Ligue     | 1/16e de finale | 1/16e de finale | 1             | 0      | 0    | 1      | 1         | 3           | -2         |
| Trophée des Champions | Finale          | Vainqueur       | 1             | 1      | 0    | 0      | 1         | 0           | +1         |
| Coupe UEFA            | 1er tour        | 1/16e de finale | 6             | 4      | 1    | 1      | 14        | 7           | +7         |
| Total                 | -               | -               | 48            | 22     | 9    | 17     | 70        | 52          | +18        |